# Walid Mimoun
Walid mimoun o Mimoun el Walid, cantautor rifeño nacido en la región de Ait Sidel, cerca de la ciudad de Nador en 1959. Mimoun El Walid es probablemente el más exitoso y al mismo tiempo el artista más polémico del Rif, (Norte Marruecos). Está considerado en la actualidad como uno de los máximos exponentes de la música folk amazig.

## Biografía
Siendo muy joven empieza su carrera musical tocando la tamja ("flauta bereber"). Durante sus primeros años en la Universidad de Fez, empieza a interesarse en la cultura amazig, en esos años escribe en tamazight (lengua bereber) canciones que invitan a la reflexión acompañadas con ritmos lentos. En 1980 saca al mercado su primer álbum llamado Ajjaj ("trueno "). Algunas de las canciones llegan profundamente a los corazones de su pueblo. 

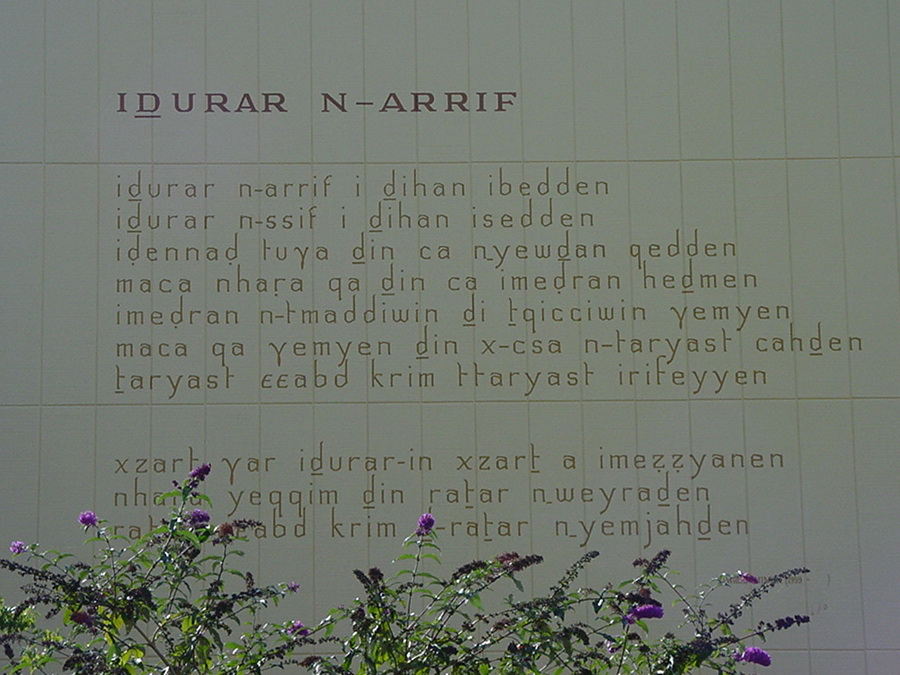
Poema mural Idurar n-arrif de Elwalid Mimoun, en Wiekelhorst 1, Leiden, Países Bajos

El gobierno marroquí temeroso de su creciente popularidad, prohibió Ajjaj, aunque fue secretamente vendido. Tras participar en una manifestación ilegal, fue encarcelado y luego expulsado de la universidad. Los rifeños casi habían olvidado a Mimoun elWalid hasta que hace aparición en la escena con un triunfal regreso con el álbum Ametluâ (el vagabundo) en 1986.
Debido a la crisis económica permanente y la falta de derechos culturales y lingüísticos en Marruecos), Mimoun El Walid emigra a los Países Bajos en 1991. Vuelve a Marruecos en 1994, país que deja nuevamente para ir en 1997 a las Islas Canarias.En 1998 se establece definitivamente en Bélgica. Desde entonces desempeña varias labores socioculturales en pro de la causa amazig, sobre todo en las ciudades más importantes de la Europa Occidental donde hay una colonia de rifeña muy importante.

## Discografía
- Ajjaj ("trueno") (1980)
- Ametluâ ("el vagabundo") (1986)
- Tayyut ("niebla") (1997)
- Aqbouch ("el jarrón") (2020)

## Enlaces
- El Walid Mimoun Facebook Page
- Página sobre Walid Mimoun
- Web sobre la música amazig en general Archivado el 27 de enero de 2017 en Wayback Machine.

- Datos: Q2460272